# Ахундов, Вели Гусейн оглы
Вели Гусейн оглы Ахундов (азерб. Vəli Hüseyn oğlu Axundov; 23 апреля 1907, Камарлу — 29 сентября 1943, Рудня) — советский государственный, партийный и военный деятель, депутат Верховного Совета Азербайджанской ССР 1-го созыва, участник Великой Отечественной войны, возглавивший с 1942 года антифашистскую подпольную деятельность в Харьковской области.

## Биография
Вели Гусейн оглы Ахундов родился 23 апреля 1907 года в селе Камарлу Эриванского уезда Эриванской губернии Российской империи (ныне — город Арташат в Армении). По национальности — азербайджанец. В 1929 году вступил в ВКП(б).
С 1937 по 1939 год Ахундов был первым секретарём Астаринского райкома АКП(б). В 1939 году стал председателем исполнительского комитета Сабирабадского района Азербайджанской ССР. Эту должность Ахундов занимал до 1940 года. С 1940 по 1941 год он был заведующим отделом Президиума Верховного Совета Азербайджанской ССР. Вели Ахундов был также депутатом Верховного Совета Азербайджанской ССР 1-го созыва.
С началом Великой Отечественной войны Вели Ахундов добровольно отправился на фронт. Был батальонным комиссаром в составе 57-й армии. Весной 1942 года во время боёв в окрестностях Харькова Ахундов попал в окружение сил противника. Выйдя из окружения, Ахундов под именем Александр Гасанов (документы на имя Александра Матвеевича Гасанова Ахундов получил при помощи местных коммунистов) под видом агронома возглавил антифашистскую подпольную деятельность в Лозовском (в селе Надеждино) и Близнюковском районах Харьковской области. Летом 1942 года он был избран председателем бюро подпольной партийной организации в Лозовском районе, в которой состояло 100 человек. В сёлах Лозовского района Вели Ахундов организовывал боевые отряды из комсомольцев. Под руководством Ахундова в селе Анастасьевка была создана подпольная комсомольская организация.
Через местных коммунистов Вели Ахундов регулярную связывался с Харьковским подпольным областным комитетом партии, сообщал им информацию о положении на местах, а также получал указания о дальнейших действиях. Под руководством Ахундова и при его активном участии среди населения проводилась большая политическая работа, разрушались и выводились из строя железнодорожные пути и мосты, подрывались вражеские эшелоны.
Накануне освобождения Харьковской области Советской Армией, организация Ахундова подняла восстание против немцев, заполучив большое количество оружия. Вели Ахундов погиб 29 сентября 1943 года в боях за город Рудня Смоленской области. Посмертно награждён медалью «За отвагу».

## Память
В пьесе В. Милюхи и Г. Галкиной «Комендантский час» и в повести М. Шаповалова «Последняя встреча» повествуется также и об антифашистской деятельности Вели Ахундова.